# Richard Saunders (skeptik)
Richard Saunders je australský matematik, skeptik, podcaster a profesionální origamista. V roce 2001 obdržel od Australian Skeptics uznání v podobě doživotního členství za svůj přínos této organizaci a dvakrát zastával funkci jejího předsedy. Založil organizaci Sydney Skeptics in the Pub. Přednášel o skepticismu, zastupoval Australian Skeptics v televizních a rozhlasových pořadech a je spolumoderátorem podcastu The Skeptic Zone.

## Raný život
Saunders se narodil v Kurri Kurri v Novém Jižním Walesu v Austrálii a v letech 1968 a 1969 žil v Tribune v Saskatchewanu, kam byl vyslán jeho otec R. H. Saunders, který byl reverendem. Po návratu do Austrálie navštěvoval Saunders různé základní školy v Mullumbimby, Lithgow a v roce 1984 absolvoval Woy Woy High School.

## Profesionální kariéra

### Webový design
Po absolvování střední školy Saunders nastoupil do vzdělávacího nakladatelství Ashton Scholastic a prodával vzdělávací software pro domácí počítače Apple II a Commodore 64. Vydavatelství Ashton Scholastic se věnovalo také tvorbě počítačů. Pracoval také jako webový designér pro The Advance Bank of Australia a Commonwealth Bank a v roce 1999 přešel do společnosti EDS, kde navrhl rozhraní pro internetové bankovnictví netBank a pracoval dva roky, než nastoupil na tři roky do společnosti GreenStone Pty jako webový designér.

### Herectví
Saunders působí i jako herec na částečný úvazek, a filmový a televizní komparzista. Objevil se v pozadí v celovečerních filmech jako Superman se vrací a Austrálie a v pozadí v televizních pořadech All Saints a Home and Away.
V roce 2013 byl pozván jako člen „světové soutěžní poroty“ na 48. ročník Mezinárodního festivalu vědecko-dokumentárních filmů Academia Film Olomouc neboli AFO48 v České republice. V rámci bloku „Pseudověda“ přednesl přednášku o tvrzeních o věštění z vody a v rámci bloku „Krása čísel“ přednášku a workshopy o origami.

### Origami
V roce 1988 začal Saunders psát více než dvacet knih o origami, které se následně objevily v australském dětském televizním pořadu Wombat, The Afternoon Show a podobných pořadech.
V roce 2008 Saunders a Gary Clark vytvořili DVD Origami, instruktážní DVD s návodem, jak krok za krokem složit 20 papírových modelů.
Saunders využil své dovednosti v origami a navrhl origami Pigasus na počest maskota James Randi Educational Foundation. Je autorem návodu na skládání Pigase a draka pro časopis Skeptic a na YouTube natočil instruktážní video Pigasus.
- Origami Pigasus vytvořený Saundersem
- Miniaturní origami jeřábi na hlavičkách zápalek
- Origami kachny na australské 50 centové minci
- Klasičtí origami jeřábi

### Profesionální skeptik

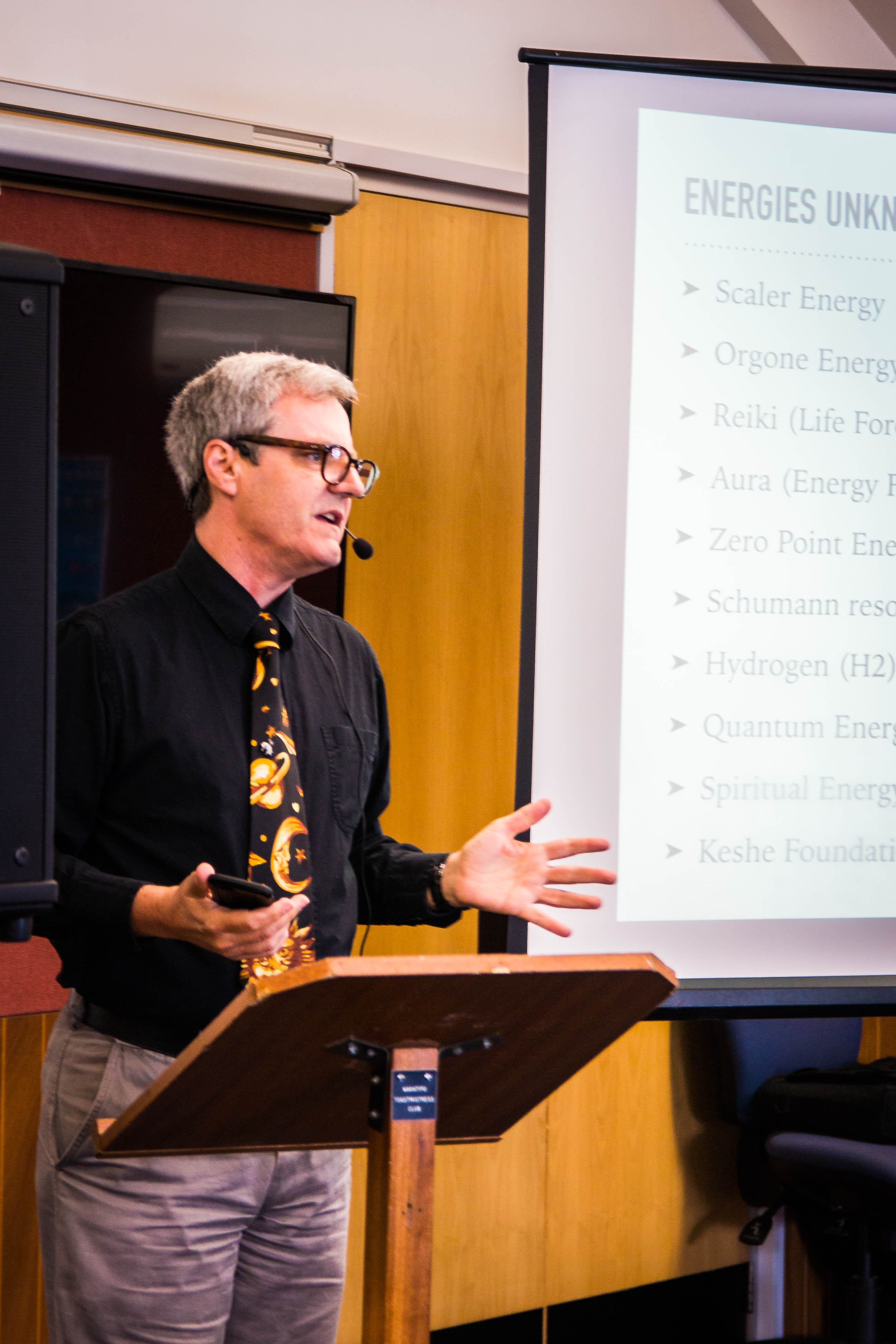
Richard Saunders přednáší na novozélandské skeptické konferenci, 2016.

Saunders má více než desetiletou zkušenost s výzkumem tvrzení o paranormálních jevech. Jako teenagera ho inspiroval pořad Velké záhady světa se Scottem Lambertem na kanálu Channel 7. Překvapilo ho, jak snadno se lidé dokážou oklamat, i když jim někdo ukáže důkazy, že se mohou mýlit. Další velký skeptický vliv na Saunderse měl televizní dokument James Randi v Austrálii.

V roce 2001 se stal členem výboru Australian Skeptics a byl prezidentem a viceprezidentem této organizace. Za práci na CD The Great Skeptic mu bylo uděleno doživotní členství v této organizaci, a vytvořil DVD Velké vodní věštění. Založil Sydney Skeptics in the Pub, inicioval rozhlasový pořad The Skeptic Tank na Net.FM se Stefanem Sojkou, pro místní televizi TVS v Sydney vytvořil cyklus The Australian Skeptics o „Teoriích všeho“ a vytvořil několik DVD sjezdu australských skeptiků. Byl zastupujícím uměleckým ředitelem a vedoucím grafické úpravy časopisu The Skeptic až do jmenování Tima Mendhama novým redaktorem v červnu 2009.
V roce 2003 Saunders spolu s Alindou Brownovou a Ianem Brycem vytvořil televizní pořad Mystery Investigators, ve kterém učí studenty používat vědu a kritické myšlení k vyšetřování tvrzení o paranormálních jevech, jako je věštění z vody, ohýbání lžící a chůze po žhavých uhlících. Roku 2008 Brownová pořad opustila a nahradila ji bioložka Rachael Dunlopová. V roce 2013 pořad oslavil 10 let svého trvání.
V roce 2010 se podílel na organizaci prvního australského The Amaz!ng Meeting v Sydney. Na setkání vystoupilo několik významných členů skeptické komunity, včetně Jamese Randiho, Briana Dunninga a Eugenie Scottové.

#### Vystoupení na veřejnosti a v médiích
Saunders jako skeptik mnohokrát vystoupil v rozhlase a televizi, mimo jiné v pořadu Today Tonight, Sunrise, Radio 2GB, Radio 2UE, Nova 106.9, 702 ABC, a v pilotním pořadu Curiosity Aroused. V roce 2007 připravil pro rozhlasový pořad Mikea Williamse Saturday Night Live pravidelný segment nazvaný Myths and Mysteries' (Mýty a záhady), v letech 2011 a 2012 byl pravidelným hostem rozhlasového pořadu The Dirty Disbelievers v rozhlasové síti Australian Broadcasting Corporation.
V červenci a srpnu 2008 (1. řada) a v roce 2011 (2. řada) Saunders vystupoval jako stálý skeptický porotce v australském televizním reality programu The One na stanici Seven Network, který testoval schopnosti několika údajných senzibilů.
Saunders vystoupil na mnoha setkáních skeptiků, včetně Australského národního sjezdu skeptiků v letech 2003, 2004 a 2008. Ve Spojených státech vystoupil v roce 2007 na akci The Amaz!ng Adventure North to Alaska a v roce 2008 na The Amaz!ng Meeting a na Skeptracku na Dragon*Conu.
V roce 2014 Saunders produkoval seriál Vaccination Chronicles. Třicetiminutový dokumentární film shromažďuje anekdoty z první ruky o hrůzách, kterým čelili rodiče posledních generací, kdy mnozí viděli své děti umírat na nemoci, kterým se dnes dá předcházet pomocí vakcín.
V roce 2018 Saunders poskytl rozhovor Robu Palmerovi pro časopis Skeptical Inquirer, v němž hovořil o svém působení ve skeptickém hnutí a o historii podcastu The Skeptic Zone.

#### Podcasting

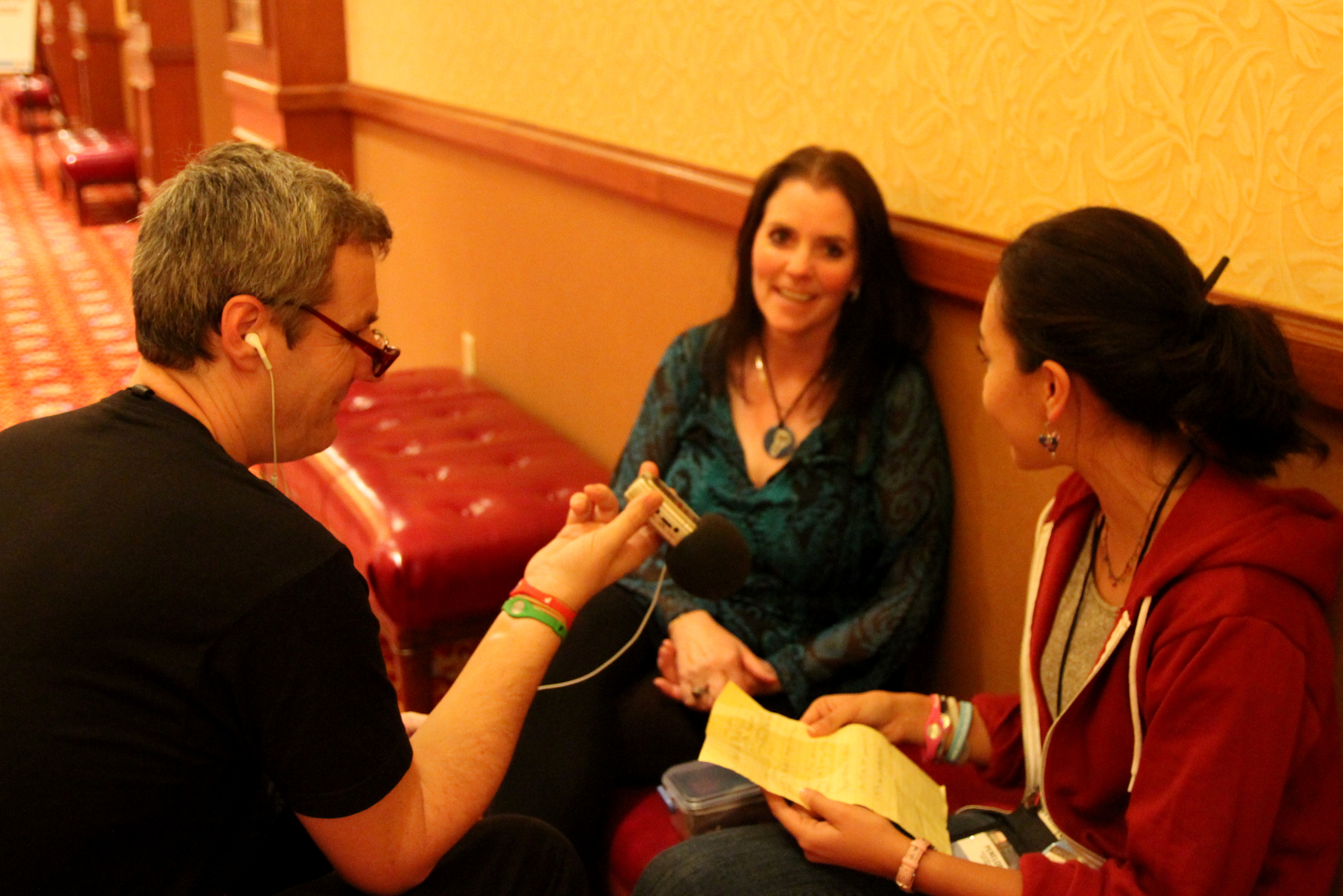
Richard Saunders a Penny Chanová nahrávají rozhovor se Susan Gerbic pro podcast The Skeptic Zone. TAM 2012

Saunders byl producentem a moderátorem podcastu The Tank Vodcast (známého také jako The Skeptic Tank). V roce 2008 se z tohoto podcastu stal podcast The Skeptic Zone, který 19. května 2018 zveřejnil svůj 500. díl. Podcast vzniká každý týden a je označován jako „podcast z Austrálie pro vědu a rozum“. Saunders produkoval všechny díly podcastu The Skeptic Zone.
Saunders se také objevil jako host v mnoha dalších podcastech a vodcastech, včetně The Skeptics' Guide to the Universe, Skepticality, Dragon*Pod, The Reason Driven Podcast, The Amateur Scientist Podcast, Bad Psychics TV, a Meet The Skeptics!.

#### Great Australian Psychic Prediction Project
V roce 2020 Saunders sestavil mezinárodní tým skeptiků, aby mu pomohli dokončit projekt, na kterém pracoval nejméně od roku 2018 a který nazval „Velký australský projekt předpovědí médií“. Kromě Saunderse tým tvoří Adrienne Hillová, Michelle Bijkersmová, Rob Palmer, Leonard Tramiel, Paula Lauterbachová, Louis Hillman, Wendy Hughesová, Angie Mattkeová, Kelly Burkeová a Susan Gerbicová. K 21. březnu 2021 projekt zahrnoval 3224 předpovědí, přičemž přibližně 650 jich ještě nebylo vyhodnoceno.
Cílem projektu je shromáždit a určit přesnost všech věšteckých předpovědí publikovaných v Austrálii od roku 2000. Předpovědi se týkají především Austrálie a jejich témata zahrnují politiku, skandály, celebrity, přírodní katastrofy, realitní trendy, sport a vývoj počasí. Menší část předpovědí se týká událostí mimo Austrálii. Saunders uvedl, že projekt „má možnost ukázat nám, že skutečně existují lidé, kteří dokáží nahlédnout do budoucnosti“. Nicméně, když Saunders informoval o průběžných výsledcích pro jednu kategorii, dostihy, uvedl, že „celkové výsledky nejsou pro ty, kteří tvrdí, že vidí do budoucnosti, nijak skvělé a z toho, co jsme zatím shromáždili, bych na základě jejich mystických rad žádné sázky nevkládal“.
Adrienne Hillová se také pozastavila nad absencí jakékoli předpovědi týkající se historické události, která se odehrála 6. ledna 2021, tedy útoku na Kapitol Spojených států, jehož průběh tým sledoval. Napsala: „Není úžasné, že tuto událost nenajdeme v úvahách těch, kteří tvrdí, že jsou schopni předpovídat budoucnost?“

## Ocenění a pocty
- 2001 jmenován „doživotním členem“ Australian Skeptics, Inc.
- 2011 jmenován členem CSI (Committee for Skeptical Inquiry)[43]

## Dílo
- Saunders, Richard; Morris, Campbell; Mackness, Brian (1988). Aussiegami : paperfolding Down Under - just for fun. Melbourne: Lothian Publishing.
- Saunders, Richard; Mackness, Brian (1989). Prehistoric Aussiegami : paperfolding Down Under dinosaurs ... for fun. Melbourne: Lothian Publishing.
- Saunders, Richard; Mackness, Brian (1990). Horrorgami: Spooky Paperfolding Just for Fun. Port Melbourne, Victoria, Australia: Lothian Publishing Co. ISBN 0-85091-380-2.
- Mackness, Brian; Saunders, Richard; Saunders, Geoff (1990). Food Tricks. Crows Nest, NSW, Australia: Barnacle Publishing. ISBN 1-86338-013-2.
- Mackness, Brian; Saunders, Richard; Saunders, Geoff (1990). Paper Tricks. Crows Nest, NSW, Australia: Barnacle Publishing. ISBN 1-86338-009-4.
- Saunders, Richard; Mackness, Brian (1990). Boats. Crows Nest, NSW, Australia: Barnacle Publishing. ISBN 1-86338-002-7.
- Saunders, Richard; Mackness, Brian (1990). Decorations. Crows Nest, NSW, Australia: Barnacle Publishing. ISBN 1-86338-008-6.
- Saunders, Richard; Mackness, Brian (1990). Games. Crows Nest, NSW, Australia: Barnacle Publishing. ISBN 1-86338-001-9.
- Saunders, Richard; Mackness, Brian (1990). Hats. Crows Nest, NSW, Australia: Barnacle Publishing. ISBN 1-86338-006-X.
- Saunders, Richard; Mackness, Brian (1990). Masks. Crows Nest, NSW, Australia: Barnacle Publishing. ISBN 1-86338-005-1.
- Saunders, Richard; Mackness, Brian (1990). Planes. Crows Nest, NSW, Australia: Barnacle Publishing. ISBN 1-86338-007-8.
- Saunders, Richard; Mackness, Brian (1990). Toys. Crows Nest, NSW, Australia: Barnacle Publishing. ISBN 1-86338-003-5.
- Saunders, Richard; Roche, Brad (February 1992). The Eyespy Book of Boredom Busters. Sydney, Australia: Ashton Scholastic. ISBN 0-86896-882-X.
- Saunders, Richard; Davis, Michael (April 1992). The Eyespy Book of Dinosaur Data. Sydney, Australia: Ashton Scholastic. ISBN 0-86896-887-0.
- Saunders, Richard; Davis, Michael (July 1992). The Eyespy Book of Aussie Action. Sydney, Australia: Ashton Scholastic. ISBN 0-86896-884-6.
- Saunders, Richard; Somers, Greg (July 1992). The Eyespy Book of Magic Tricks. Sydney, Australia: Ashton Scholastic. ISBN 0-86896-886-2.
- Saunders, Richard; Davis, Michael (July 1992). Lucky's Favourite Jokes. Sydney, Australia: Ashton Scholastic. ISBN 0-86896-897-8.
- Saunders, Richard; Spoor, Mike (September 1992). The Eyespy Book of Animal Disguises. Sydney, Australia: Ashton Scholastic. ISBN 0-86896-881-1.
- Saunders, Richard; Martin, John (October 1992). The Eyespy Book of Christmas Gifts to Make. Sydney, Australia: Ashton Scholastic. ISBN 0-86896-888-9.
- Saunders, Richard (1992). Animals. Roseville, NSW, Australia: Lineup. ISBN 0-646-09445-9.
- Saunders, Richard (1992). Decorations for All Occasions. Roseville, NSW, Australia: Lineup. ISBN 0-646-09446-7.
- Saunders, Geoff; Saunders, Richard (1992). Surfing. Roseville, NSW, Australia: Lineup. ISBN 0-646-10193-5.
- Saunders, Geoff; Saunders, Richard; Gamble, Kim (1992). Tennis. Roseville, NSW, Australia: Lineup. ISBN 0-646-10192-7.
- Alabaster, Jo; Saunders, Richard; Bowditch, Peter; Mendham, Tim (December 2014). „Is anyone there?“[44]
- Bowditch, Peter; Saunders, Richard; Mendham, Tim (December 2014). „Fair's fare : purchasing the paranormal“[45]